# Freedom! '90
Freedom! '90 (en español ¡Libertadǃ del 90), conocida simplemente como Freedomǃ, es una canción del músico británico George Michael, publicada por Epic Records en 1990. Fue otro de los sencillos exitosos de su carrera y el tercero de su álbum Listen Without Prejudice, Vol. 1 de 1990.
El número '90 se añadió al nombre de la canción para evitar que se confundiera con la canción homónima de Whamǃ, dúo al que había pertenecido Michael durante la década de 1980.
El video fue un éxito en su momento, ya que contó con la participación de cinco supermodelos de la época. Fue dirigido por el realizador David Fincher. Es considerado como uno de los mejores y más importantes de la década, y un resumen de la década, a pesar de ser lanzado en su primer año.
La canción fue interpretada por Michael en los Juegos Olímpicos de Londres 2012, durante la ceremonia de clausura, junto al sencillo White Light.

## Contexto
Michael había gozado de un éxito arrollador durante los años de promoción y gira de su álbum Faith. Sin embargo, estaba inconforme con la imagen que se había forjado en esos años. 

## Lanzamiento y promoción
El sencillo fue grabado en 1990
Su publicación fue el 30 de octubre de 1990, siendo el tercer sencillo del álbum Listen Without Prejudice, Vol. 1, lanzado un mes antes, en septiembre. Fue el segundo sencillo en los Estados Unidos y Australia.

## Video
La canción contó con un video en el cual aparecieron cinco supermodelos de la época pero sin Michael, pues estaba cansado de la imagen provocativa que se formó durante la era Faith y deseaba transformar la misma, por lo que optó no seguir siendo una figura mediática. Su deseo era no volver a aparecer en cámara jamás, como se lo manifestó en una entrevista a Q en 1990. Siguiendo ésta filosofía, Michael no apareció en fotos ni videos durante este año.
Sin embargo, la disquera logró que Michael firmara para realizar el video de la canción, pero logró conservar su anonimato, pues finalmente se le respetó su decisión de no aparecer en el video. Por ese motivo, la canción fue la única del álbum que contó con un video de apoyo.
En su lugar aparecieron las modelos Linda Evangelista, Cindy Crawford, Naomi Campbell, Christy Turlington y Tatjana Patitz, amigas de Michael y personas de su completo afecto, por las que el músico sentía una admiración casi religiosa. La idea la tuvo Michael con la portada de la revista Vogue con las cinco modelos, publicada en enero de ese año, realizado por el fotógrafo Peter Lindbergh. También aparecen John Pearson y el fotógrafo de moda Mario Sorrenti.
En lugar de aparecer como intereses amorosos del músico, práctica común en esa época las modelos aparecen sincronizando la letra de la canción.  
En un principio iba a aparecer Stephanie Seymour, novia en ese entonces de Axl Rose, pero a último minuto decidieron reemplazarla por Linda Evangelista. Linda se negó al principio, pero luego de hablar con Michael aceptó la oferta, reorganizó su agenda para participar en la grabación. A pesar de que hubo un desacuerdo de salarios entre las modelos, éste conflicto fue dirimido entre Michael y Annie Veltri, representante de las modelos. El acuerdo concluyó con 15.000 dólares para cada modelo.
El video se grabó durante varios días en los Merton Park Studios en Londres. Durante la filmación, Michael estuvo presente en el set, y estuvo al tanto de toda la producción. El video fue dirigido por el realizador David Fincher, a quien Michael le pidió dirigir el video porque estaba encantado con su estilo. De las personas que aparecieron en el video, solo Cindy Crawford había trabajado antes con él. Como antecedente, Fincher había dirigido recientemente el video de Express Yourself de Madonna y estaba dirigiendo Alien 3.

### Contenido
El video empieza con una tetera de metal hirviendo. Aparece Linda Evangelista, con el cabello corto de la época, pero teñido de rubio, vestida de negro y sentada contra una pared; Naomi Campbell vestida de negro danzando con un teléfono de cable largo y luego jugando con orejeras; Christy Turlington con un vestido de cola blanco caminando por un habitación; Cindy Crawford desnuda en una tina y luego mirandose a un espejo, cubierta de aceite para asemejar el efecto de estar mojada; Tatjana Patitz con el cabello rizado y de pie recostada en una pared; y a John Pearson y Mario Sorrenti personificando a Michael, uno haciendo ejercicios y el otro sentado en un sillón.
En el 2020, en un directo hecho por Crawford y Campbell, la modelo estadounidense reveló que en la escena de la tina se usó una caja de manzanas para que su cuerpo no se viera como si se estuviera hundiendo en la tina, ya que ésta estaba sin agua.
Aparece un ejemplar del álbum Listen Without Prejudice, Vol. 1 sobre una mesa con un equipo de sonido, considerado moderno para la época.
El mensaje que deja el video es el deseo de Michael de desprenderse de su imagen de finales de los ochenta, ya que en el multimedia aparece una guitarra, una chaqueta de cuero negro y una rocola o jukebox, objetos que son destruidos en el transcurso del video, y con los que él apareció en el video de la canción Faith.

## Crítica y recepción
El sencillo llegó al puesto número 8 en el Reino Unido y el 15 de diciembre de 1990 entró en los listados estadounidenses, alcanzando el puesto 8 y durando 6 semanas en listas.
Su video fue nominado a los MTV Music Awards, en las catergorías de Mejor Video Masculino, Mejor Dirección para David Fincher, Mejor Dirección Artística, Mejor Montaje y Mejor Cinematografía para George Michael.

## Legado
El video impulsó el éxito de la canción. Se considera como uno de los más importantes de los 90 y la primera combinación exitosa entre el mundo de la moda y de la música. A pesar de esto la canción no trascendió más allá de lo que su video sí.
El éxito generó un impacto muy positivo en la carrera de los modelos que aparecieron en el video, a pesar de que algunos de ellos ya eran conocidos en la industria. Fue también considerado un hito feminista, al mostrar a mujeres empoderadas y autosuficientes apareciendo en el video, en lugar de sometidas a una coreografía o sexualizadas, como era la usanza.
Para el cierre de su desfile de otoño, en 1991, Gianni Versace usó la canción de fondo, mientras él y las modelos que aparecieron en el video (excepto Patitz) tomadas de las manos y pronunciando frases de la canción. En 2017 se repitió la escena, esta vez dirigida por Donatella Versace.
Durante la ceremonia de cierre de los Juegos Olímpicos del 2012, en Londres, el artista interpretó la canción junto a su sencillo más reciente White Light.
Con la muerte del músico en diciembre de 2016, las modelos que aparecieron en el video afirmaron sentirse agradecidas con el difunto artista por haberlas escogido para participar en el proyecto.
La canción es la décima tercera canción más descargada del artista en plataformas digitales.

## Sencillo
1.Freedom 90' 6:30
2.Fantasy 5:00

## Posicionamiento
| Listas (1990)  | Posiciones |
| -------------- | ---------- |
| Alemania       | 41         |
| Australia      | 18         |
| Austria        | 25         |
| Estados Unidos | 8          |
| Francia        | 23         |
| Japón          | 1          |
| Reino Unido    | 28         |
| Suecia         | 20         |
| Suiza          | 6          |

## Versión de Robbie Williams
Freedom fue versionada por Robbie Williams en 1996, poco después de dejar la banda Take That. Se situó en el segundo puesto de las listas de Reino Unido y en España llegó al puesto número uno de las listas del país ibérico. Alcanzó la cifra de 280.000 copias vendidas, consiguiendo el certificado de plata por parte de la British Phonographic Industry.